# 贾雷尔·马丁
贾雷尔·马丁（英語：Jarell Martin，1994年5月24日—）為美国男子篮球运动员，大学效力于路易斯安那州立大學，在2015年NBA选秀中于首轮总第25顺位被孟菲斯灰熊选中。

## 高中生涯

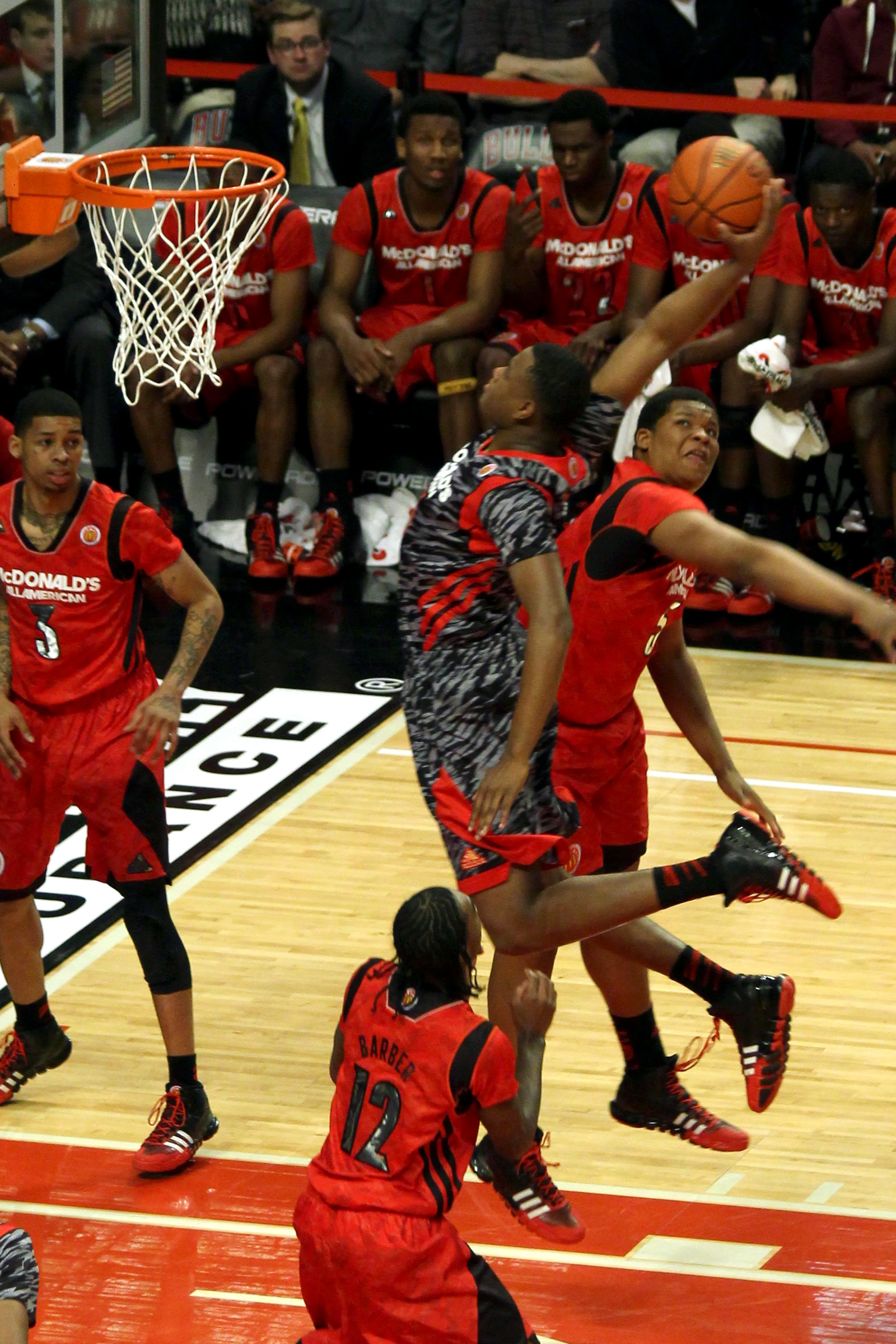
马丁在2013年麦当劳全明星赛上扣篮

马丁在高中时期效力于麦迪逊预科学院，在高中时期，他场均可以贡献26.3分、14.8个篮板球、4.7次助攻和4.1个盖帽，并在2013年在该州的B级联赛拿到了冠军。他也因此入选了2013年的麦当劳全明星赛，贡献10分。

## 大学生涯
马丁在高中毕业以后在阿拉巴马大学、俄克拉荷马州立大学等校的争夺中选择了路易斯安那州立大學。在他的新人赛季，他场均出战26.2分钟，贡献10.3分和4.6个篮板球。2014年12月28日对阵麦克尼斯州立大学的比赛中，马丁贡献14分和10个篮板球，这也是他加入路易斯安那州立大学的第一次两双。赛季结束后，他入选了东南区的最佳新秀阵容。
在马丁的大二赛季，他场均上场35.1分钟，贡献16.9分和9.2个篮板球，他也是自格伦·戴维斯以来，首次能在一个赛季中抢下超过300个篮板球的路易斯安那州立大学球员。在该赛季中，他贡献了大学生涯16次两双中的15次。在2015年2月21日主场对阵佛罗里达大学的比赛中，马丁上场35分钟，贡献28分和13个篮板球，28分也是其大学生涯纪录。他52.2%的投篮命中率在全区能排到第二位，140次罚球在校史能排到第三位。在赛季最后一战面对阿肯色大学的比赛中，马丁贡献27分和8个篮板球，路易斯安那州立大学在最后时刻凭借基斯·霍恩斯比（Keith Hornsby）的绝杀三分球击败阿肯色大学，以9号种子身份杀入NCAA锦标赛。但在NCAA锦标赛第二轮对阵北卡罗来纳州立大学的比赛中，路易斯安那州立大学在比赛最后时刻被比杰·安亚（BeeJay Anya）投中绝杀球无缘第三轮，马丁在比赛中贡献了16分和11个篮板球。赛季结束后，马丁入选了赛区的最佳阵容第一队。

## 职业生涯
2015年3月10日，马丁宣布放弃剩余的大学学业，参加2015年NBA选秀。6月25日，马丁在2015年NBA选秀上以首轮第25顺位被孟菲斯灰熊选中。7月10日，他与灰熊队签下一份新秀合同。